# Schloss Žamberk
Das Schloss Žamberk (deutsch: Schloss Senftenberg) in der gleichnamigen Stadt Žamberk im Okres Ústí nad Orlicí gehört zur Region Pardubický kraj in Tschechien.

## Geschichte

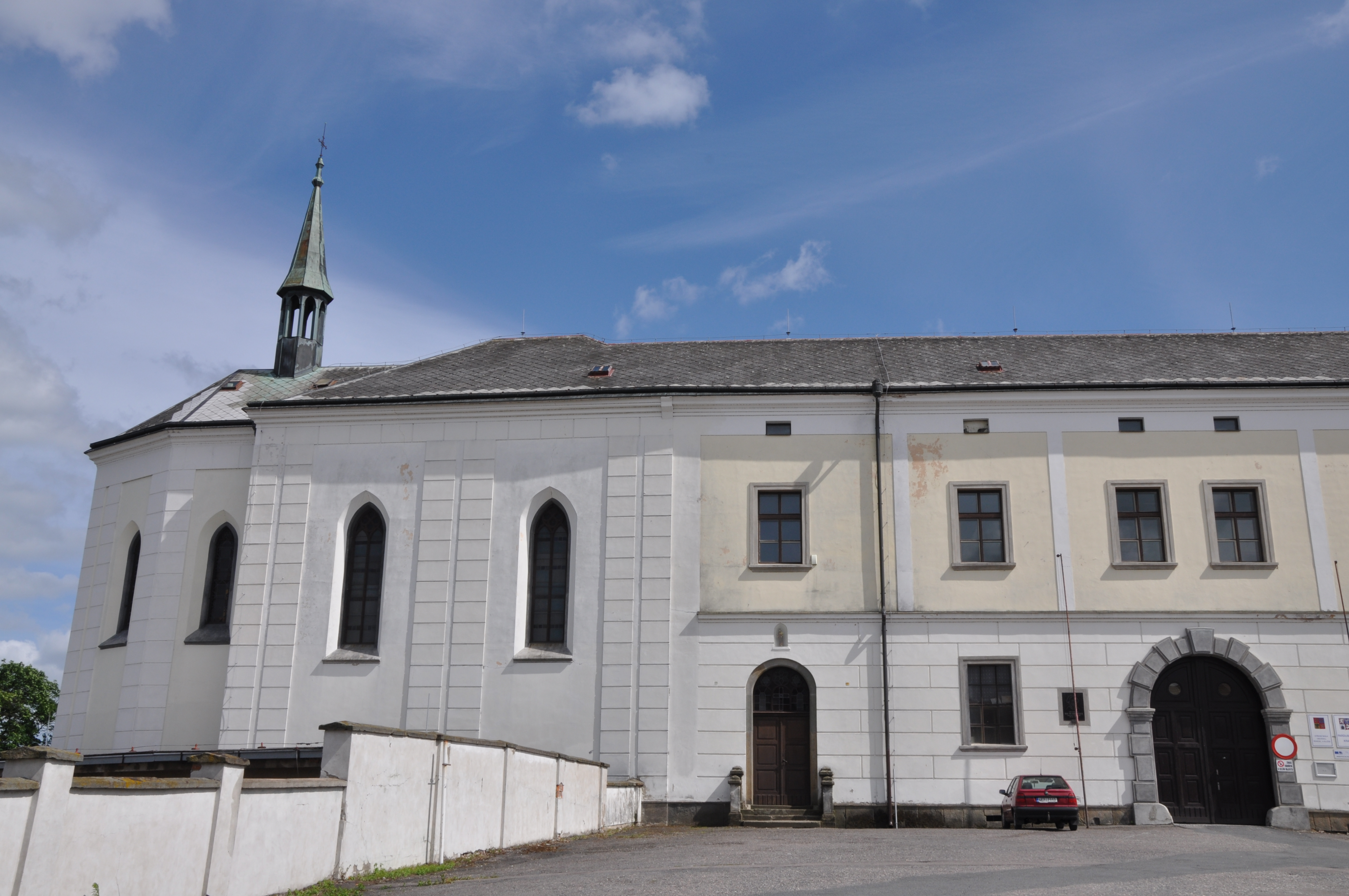
Schloss Senftenberg

Nikolaus von Bubna und Lititz, dem die Herrschaft Litice mit einer Hälfte von Senftenberg gehörte, erwarb 1575 auch die zur Herrschaft Žampach gehörende zweite Hälfte von Senftenberg, wo er anschließend ein Renaissance-Schloss errichtete, das er zum Sitz seiner neu gebildeten Herrschaft Senftenberg bestimmte.
Nach den Zerstörungen des Dreißigjährigen Krieges baute Franz Adam von Bubna das Schloss im Barockstil um. 1691 errichtete er die Schlosskapelle Mariä Himmelfahrt. Unter Verian Alfred von Windisch-Grätz erfolgte 1810–1814 ein Umbau im Stil des Empire. Der Schlosspark wurde zu einem Englischen Garten umgestaltet. Weitere bauliche Veränderungen erfolgten 1866 unter Georg Parish von Senftenberg. Dessen Nachkommen behielten das Schloss bis zur Enteignung nach dem Zweiten Weltkrieg. Nach der Samtenen Revolution erhielten sie das Schloss im Wege der Restitution zurück, verkauften es jedoch 2004 dem Pardubický kraj.